# Dustin Hoffman
Dustin Hoffman (rođen 8. kolovoza 1937.),  američki filmski glumac, dvostruki dobitnik Oscara, pet puta Zlatnog globusa, tri BAFTA-e i jednog Emmyja.

## Životopis

### Rani život
Hoffman je rođen u Los Angelesu, Kalifornija, u obitelji Lillian Gold, jazz pijanistice, i Harryja Hoffmana, koji je radio kao scenograf za studio Columbia Pictures prije nego što je postao prodavač namještaja. Obitelj Hoffman bila je židovska, iako on sam nije imao religiozni odgoj.

### Glumački počeci
Hoffman je zajedno s Geneom Hackmanom dvije godine nastupao u kazalištu Pasadena Playhouse, a obojica su se našla na vrhu popisa onih "koji imaju najmanje šanse za uspjeh", jer se nisu uklapali u tadašnji stereotip plavokosih i preplanulih glumaca. Odlučan da dokaže učiteljima da griješe, Hackman je otišao u New York i rekao Hoffmanu da ga nazove ako i on dođe tamo. Hoffman je slijedio prijateljev primjer i ubrzo se zaputio za New York, gdje je radio seriju čudnih poslova. Kako bi se uzdržavao, kratko je napustio glumu i počeo poučavati. Radio je i kao profesionalni tester miomirisa za proizvođača kave, Maxwell House. Znao se šaliti da bi mu izlaganje nosa uvijek pomoglo da preživi da nije uspio kao glumac. 1960. je dobio ulogu u manjem kazalištu, a 1961. u jednoj broadwayjskoj produkciji.
Hoffman je nakon toga počeo pohađati poznatu glumačku školu, Actors Studio, gdje je postao predstavnik metodične glume.

### 1960-e
Početkom i sredinom šezdesetih, Hoffman je većinom nastupao u televizijskim serijama i filmovima. Filmski debi ostvario je u filmu The Tiger Makes Out 1967., zajedno s  Elijem Wallachom.
Mike Nichols, mladi i obećavajući redatelj, nominiran za Oscara za film Tko se boji Virginije Woolf?, 1966. je počeo birati glumce za svoj sljedeći film, Diplomac, adaptaciju istoimenog manje poznatog romana Charlesa Webba. Prvi izbor za ulogu Benjamina Braddocka, Warren Beatty, ubrzo je otpao. Drugi izbor bio je Robert Redford, koji je također htio ulogu, ali se složio s Nicholsom da je prešarmantan i prepopularan za ulogu skromnog, seksualno neiskusnog djevca.
Hoffman je trebao nastupiti u ulozi  nacističkog dramaturga Franza Liebkinda u filmu  Mela Brooksa iz 1968., Producenti. Jedne večeri je probudio Brooksa bacivši mali kamen u prozor njegova stana. Hoffman je rekao kako mu je agent sredio audiciju kod Mikea Nicholsa za glavnu ulogu u Diplomcu. Misleći da nikada neće dobiti ulogu jer se vjerojatno traži netko fizički atraktivan, Brooks mu je dopustio da otputuje u Los Angeles. Srećom po njega, Hoffman je na audiciju stigao s točnom dozom nespretnosti i neugodnosti koja se tražila za ulogu. Dan ili dva poslije, Brooks je primio vijest, pa je za ulogu Liebkinda angažirao Kennetha Marsa. Hoffman je angažiran, a produkcija je počela u ožujku 1967. U glavnoj ženskoj ulozi nastupila je Anne Bancroft, kao starija, seksualno promiskuitetna gđa. Robinson. Iako je razlika u godinama među likovima bila 20-25 godina, Hoffmana i Bancroft zapravo je dijelilo samo šest godina. Hoffmanu je bilo 29.
Za ulogu je nominiran za Oscara. Film je bio nominiran u kategoriji za najbolji film, a Nichols je odnio nagradu za najboljeg redatelja.
Nakon uspjeha ovog filma, drugi Hoffmanov film, Madiganovi milijuni - snimljen prije Diplomca - objavljen je na tragu glumčeva uspjeha. Ipak, doživio je neuspjeh na box-officeu.
Hoffman je bio jedan od kandidata za ulogu Ratsa Rizza u filmskoj verziji  Ponoćnog kauboja Jamesa Lea Herlihyja nakon što je producent Jerome Hellman vidio njegov one man show "Eh!". Završio je obuku kod Leeja Strasberga, a kako bi se posvetio ulozi, nazvao je producenta da se nađe s njim na uglu jedne ulice na Manhattanu. Bez producentova znanja, Hoffman se obukao beskućnik i prosio novac na ulicama. Kad je producent stigao, mislio je da čovjek obični prosac i dao mu nešto novca ne obraćajući pozornost. Nekoliko minuta poslije Hoffman mu je prišao i predstavio se. Šokiran, producent više nije razmišljao da li je Hoffman pravi izbor za ulogu.
U jednoj sceni Rizzo i Joe Buck (Jon Voight) prelaze ulicu u New Yorku, a jedan auto ih umalo ne pregazi. "Hej, ja hodam ovuda, ja hodam ovuda!", vikne Rizzo ljutito udarivši haubu auta. Citat je postao jedan od najslavnijih u filmskoj povijesti, a Američki filmski institut ga je izabrao kao 27. od 100 najboljih citata svih vremena. Hoffman je za Ponoćnog kauboja drugi put nominiran za Oscara. Ironično, i Hoffman i Voight su izgubili nagradu od Johna Waynea koji je igrao stvarnog kauboja u filmu Čovjek zvan hrabrost. Film je osvojio Oscara za najbolji film, jedini film za publiku stariju od 18 godina kojem je to pošlo za rukom. Osim toga, film je pokupio nagrade za režiju (John Schlesinger) i najbolji adaptirani scenarij.

### 1970-e
Hoffman je sada mogao dobiti uloge o kojima je prije deset godina mogao samo sanjati. Umjesto nastupa u skupim holivudskim filmovima, Hoffman je birao uloge manjeg opsega, koje su bile više okrenute prema samom liku.
Pod režijom Arthura Penna, Hoffman je u filmu Mali veliki čovjek (1970.) glumio Jacka Crabba od njegove tinejdžerske dobi do 121. godine. Crabb je čovjek koji se na samrti prisjeća svojeg života punog borbe i pustolovina. Preteča filmova kao što je Forrest Gump, film prikazuje Crabba usred povijesnih događaja, kao što je Bitka na Little Bighornu uz generala Custera. Uglavnom komičan, film su kritičari uglavnom hvalili, ali je ostao bez nominacija osim nominacije za najboljeg sporednog glumca, Chiefa Dana Georgea.
U filmu Tko je Harry Kellerman i zašto govori te ružne stvari o meni? (1971.) Hoffman je opet nastupio u potpuno drukčijoj ulozi od prethodnih. U filmu - mračnoj humornoj drami u režiji Ulua Grosbarda - Hoffman glumi neispavanog i iznimno uspješnog rock, pop, reklamnog i glazbenog skladatelja koji se nalazi u životnoj krizi koja se odražava na njegove ljubavne veze dok anonimni čovjek zvan Harry Kellerman počinje širiti podrugljive laži o njemu.
Sljedeći su bili Psi od slame. U svojem drugom filmu poslije Divlje horde, redatelj Sam Peckinpah je stvorio jedan od najzaprepašćujućih prikaza društvenog nasilja ikada viđenih na filmu. Hoffman (protiv svoje volje, prisiljen ugovorom) je utjelovio Davida, Amerikanca koji se sa suprugom (Susan George) seli u njezino rodno selo u ruralnoj Engleskoj, dok ih okružuju nasilni muškarci s pohotnim namjerama. Film slikovito prikazuje primitivno fizičko i seksualno nasilje na šokantan način, što je podijelilo kritiku i publiku. Ipak, film je pronašao publiku među onima koji su Peckinpahov redateljski stil smatrali revolucionarnim.
Zajedno sa Steveom McQueenom i pod režijom Franklina J. Schaffnera, Hoffman je snimio svoj najveći film dotada. Papillon je govorio o zatvorenicima na otočkom zatvoru koji planiraju svoj bijeg. Film je Americi zaradom četiri puta nadmašio budžet. U eksperimantalnom filmu Boba Fossea Lenny, Hoffman je portretirao pionira stand-up komedije Lennyja Brucea, njegovu karizmu na pozornici do njegova tragičnog pada. Hoffman je uspio vjerno prikazati Brucea zahvaljujući ponajviše sačuvanim audio i video snimkama. Film je bio nominiran za šest Oscara, uključujući one za najbolji film, redatelja i najboljeg glumca (Hoffman). Bila je to njegova treća nominacija u sedam godina.
Manje od dvije godine nakon afere Watergate koja je završila ostavkom predsjednika Nixona, redatelj Alan J. Pakula je na celuloidnu vrpcu prenio priču o istrazi Boba Woodwarda i Carla Bernsteina koji su otkrili pozadinu priče o skandalu. Hoffman je utjelovio Carla Bernsteina, a Robert Redford Boba Woodwarda, dok je film zaradio osam nominacija za Oscara, iako nijednu za Hoffmana i Redforda.
Udruživši se ponovno s Johnom Schlesingerom poslije Ponoćnog kauboja, Hoffman je nastupio u Maratoncu, filmu o ljudskoj psihi pod pritiskom konfuzije, patnje i mučenja. Film je bio temeljen na istoimenom romanu Williama Goldmana, koji je sam adaptirao u scenarij. Hoffman se u Maratoncu ponovno suočio s temama opasnosti i gnjeva koje je već obradio u Psima od slame, iako je ovaj film bio nešto konvencionalniji. Laurence Olivier nastupio je u ulozi dr. Cristiana Szella ili Josefa Mengelea ("Bijeli anđeo"), sadističkog nacista koji je mučio bezbroj Židova u Auschwitzu. Hoffmanov lik se nađe usred Szellova plana o krijumčarenju dijamanata iz Amerike.
U najslavnijoj sceni filma, Olivier muči Hoffmana dok ponavlja naizgled nesuvislu rečenicu: "Je li sigurno?" Američki filmski institut izabrao je taj citat kao 70. najbolji svih vremena. Kako bi postigao izgled izmorenosti svog lika u ovoj sceni, Hoffman nije spavao dva dana. Tijekom snimanja, Olivier je rekao Hoffmanu: "Pokušaj glumiti... To je puno lakše!" Iako mnogi vjeruju da je to bila šala na račun Strasbergova načina metodične glume, sam Hoffman, koji je dugo godina poricao priču, sada tvrdi da je Olivier mislio na to kako Hoffman previše tulumari (pravi razlog zbog kojeg nije spavao) kako bi se otresao depresije i boli nakon razvoda.
Za scenu u kojima se Hoffman pojavljuje bez daha, trčao bi pola milje do trenutka kad bi Schlesinger rekao "akcija". Nakon ovog filma, Hoffman je rekao kako više neće glumiti "mlade" uloge kao što je bila ona studenta u Maratoncu (bilo mu je 40 kad je film objavljen).
Originalno zamišljen kao njegov redateljski debi, film Zločin u krvi je bio Hoffmanov omiljeni projekt još otkako je pročitao roman Edwarda Bunkera. Odustao je od režiranja i predao ga Ulu Grosbardu. Hoffman je glumio lopova koji, nakon što je pušten iz zatvora, odlučuje živjeti normalnim životom. Planovi mu se izjalove zbog njegova socijalnog radnika koji ga prisiljava da se vrati kriminalu. Film je temeljen na Bunkerovim iskustvima.
S filmom Agatha,  Michaela Apteda, doživio je svoj prvi pravi neuspjeh. Krilatica filma opisuje ga kao "fikcionalno rješenje za misteriju stvarnog nestanka Agathe Christie". U ulozi Agathe Christie nastupila je Vanessa Redgrave. Kontroverze su se dodatno pojačale kad je scenarij izmijenjen kako bi se prilagodio Hoffmanovu zvjezdanom statusu. Producent Agathe David Puttnam ostavio se produkcije i zakleo se da nikad više neće raditi s Hoffmanom.
Kramer protiv Kramera, redatelja Roberta Bentona, prikazao je Hoffmana kao radoholičara Teda Kramera kojeg neočekivano ostavlja žena, a on sam mora odgojiti njihova sina. Povrijeđen i osupnut, Ted je prisiljen pomiriti svoje prioritete: uspjeh u oglašavanju i samohrano roditeljstvo. Shvaća što je uistinu važno i otkriva da je prekasno odrastao. Hoffman je nastupio zajedno s Meryl Streep u filmu koji mu je donio njegova prvog Oscara. Film je nagrađen kao najbolji film, kao i Streep (najbolja sporedna glumica) i redatelj Benton.

### 1980-e
U filmu Tootsie Sydneyja Pollacka, Hoffman je portretirao Michaela Dorseyja, glumca u proboju koji ne može pronaći angažman zbog stigme "teškog glumca". Suočen s prijetnjom potpunog neuspjeha i siromaštva, Michael smišlja plan: odijeva se kao žena (Dorothy Michaels) i dobiva ulogu u sapunici. Ne samo da dobiva posao, nego postaje i jako popularan lik u seriji. Da bi stvari bile još gore, zaljubljuje se u kolegicu (Jessica Lange) koja nažalost ne zna da je Dorothy Michaels zapravo Michael Dorsey.
Tootsie je bila nominirana za deset Oscara, uključujući najboljeg glumca (Hoffman), najbolji film i redatelja. Film će osvojiti jedan, onaj za najbolju sporednu glumicu (Lange). Film je došao na zao glas zbog svađa na setu između Pollacka i Hoffmana, što se prenijelo i na film kad je Hoffman inzistirao da Pollack odigra Dorseyjeva agenta. Pollack je naveo Hoffmana i ovaj film kao razloge zašto se upustio i u glumačku karijeru.
Nakon toga se okrenuo televiziji u ulozi Willyja Lohmana u Smrti trgovca, za koju je nagrađen Emmyjem za najboljeg glumca u TV filmu ili miniseriji. Za istu će ulogu osvojiti i Zlatni globus.
U filmu Elaine May, Ishtar, Hoffman i Warren Beatty glume dva hotelska pjevača koja se nađu zapleteni u mreži špijunaže. Film je slabo ocijenjen te je bio nominiran za tri "nagrade" Razzie, iako ne za Hoffmana.
Kišni čovjek Barryja Levinsona prati ponovni susret dvojice braće nakon smrti njihova otuđenog oca. Jedan, Charlie Babbitt (Tom Cruise) je zaduženi prodavač auta dok je drugi, Raymond Babbitt (Hoffman), institucionalizirani autist. Saznavši da je Raymondu pripalo sve očevo bogatstvo, Charlie (koji nikad nije saznao da ima brata) odvodi Raymonda iz ustanove. Kako Raymond obija letjeti, prisiljeni su odvesti se autom do Kalifornije. Tijekom puta, Charlie se mijenja.
Kako Hoffman ne pokazuje nikakve emocije tokom cijelog filma, bila je potrebna velika vještina da se Cruiseova transformacija učini vidljivom publici. Kako je Hoffmanova praznina tako snažna, publika ga zamišlja onakvog kako ga želi zamišljati i osjeća suosjećanje. Hoffmanovu profinjenu izvedbu mnogi su nazvali najboljom svih vremena. Ta izvedba mu je donijela drugog Oscara, a film je osvojio još tri, za najbolji film, redatelja i scenarij. Kad je primao nagradu, Hoffman se obratio ostalim nominiranim glumcima riječima da je u redu ako nisu glasovali za njega jer, "Dečki, nisam ni ja za vas."
Nakon zahtjevnog Kišnog čovjeka, Hoffman se spustio stepenicu niže s legendarnim redateljem Sidneyjem Lumetom u kriminalističkoj komediji Obiteljski posao, zajedno sa Seanom Conneryjem i Matthewom Broderickom. Film nije prošao najbolje ni kod kritike, a ni na box-officeu.

### 1990-e
Tijekom devedesetih Hoffman će se pojaviti u mnogim visokobudžetnim filmovima. Warren Beatty je režirao filmsku adaptaciju Dick Tracyja te nastupio u naslovnoj ulozi. Hoffman mu je učinio uslugu i pojavio se u manjoj ulozi pod teškom šminkom. Glumio je Mumblesa, neodlučnog cikavca koji priča iznimno brzo. Film je bio hit među kritikom i na box-officeu.
Hoffman se nakon toga udružio s redateljem Kramera protiv Kramera, Robertom Bentonom, za neslavni film Billy Bathgate. U filmu, naslovni lik (Loren Dean) počinje napredovati u organiziranom kriminalu dvadesetih i tridesetih godina. Šef (Hoffman) promiče Billyja i postaje njegov mentor, u isto vrijeme kad se sindikati počinju raspadati. Film je doživio neuspjeh na gotovo svim poljima, kritički i financijski.
U svojem najvećem filmu do tada, Hoffman je nastupio u naslovnoj ulozi Kapetana Kuke u filmu Kuka Stevena Spielberga. Robin Williams pojavio se kao odrasli Petar Pan, koji se vraća u Nigdjezemsku nakon što mu je Kapetan oteo djecu. S budžetom od 70 milijuna dolara, Kuka je bio najskuplji Spielbergov film do tada, a ostvario je veliki uspjeh na box-officeu. Hoffman je bio nominiran za Zlatni globus.
U filmu Stephena Frearsa, Slučajni junak, Hoffman je glumio sitnog lopova koji spašava nekoliko ljudi iz avionske nesreće dok traži plijen među ostacima. Nakon što se pojavi njegova slika, novinarka (Geena Davis) počinje potragu za njim koja uključuje milijunsku nagradu. Umiješa se puno simpatičniji lutalica (Andy Garcia) koji počne tvrditi da je on junak. Film nije ostvario komercijalni uspjeh, a i kritike su bile podijeljene.
Nakon velikog hita Na vatrenoj liniji, redatelj Wolfgang Petersen odlučio je snimiti film o ebola virusu, tadašnjoj prijetnji. Glavna uloga bila je namijenjena  Harrisonu Fordu. Kad je Ford odbio, producenti su se obratili Hoffmanu, koji je prihvatio ulogu. Uz Rene Russo, Kevina Spaceyja, Morgana Freemana, Cubu Gooding Juniora i Donalda Sutherlanda, Hoffman je glumio zviždača kojeg svi ignoriraju. Film je zaradom pokrio budžet, ali bez velikog profita. Film je, za jedan holivudski film, zaradio iznadprosječne kritike.
U Vremenu osvete redatelja Barryja Levinsona (Kišni čovjek), četiri prijatelja iz djetinjstva se sastaju nakon krvave osvete protiv svog zlostavljača iz djetinjstva. Hoffman je glumio razvikanog pravnog zastupnika Dannyja Snidera. Film je uz dobre recenzije i pristojan komercijalni uspjeh stekao kultni status, a naknadno je objavljen na VHS-u i DVD-u.
Uz Johna Travoltu, Hoffman je nastupio u filmu popularnog grčkog redatelja Coste Gavrasa, Ludi grad, koji govori o čovjeku koji nakon što je izgubio posao uzima taoce u povijesnom muzeju. U filmu, Hoffman je portretirao Maxa Bracketta, izraubanog novinara koji se nađe u muzeju tijekom otmice i iskorištava situaciju kako bi oživio karijeru. Film se nije dugo zadržao u kinima zbog loših kritika i katastrofalnog odaziva.
Radeći s Barryjem Levinsonom treći put, Hoffman je u filmu Predsjedničke laži glumio inteligentnog televizijskog producenta Stanleyja Motesa. U filmu je nastupio i Robert De Niro kao washingtonski spin-doktor Conrad Brean, čovjek angažiran kako bi stvorio rat da bi se prikrio predsjednički seks-skandal. Kad se De Niro obrati Hoffmanu, shvaća da rješenje polako postaje još jedan veliki problem.
Film je snimljen za manje od mjesec dana. Hoffmanovu izvedbu su mnogi proglasili jednom od najboljih u karijeri, a donijela mu je i sedmu nominaciju za Oscara.
Nakon toga je počela nova suradnja s Levinsonom, ovaj put na adaptaciji  Sfere Michaela Crichtona. Film govori o skupini znastvenika poslanih na dno Južnog Pacifika kako bi istražili misteriozno plovilo, za koje se ispostavlja da je svemirski brod koji se srušio u ocean stoljećima prije. Hoffman glumi vođu tima, koji uključuje Sharon Stone, Samuela L. Jacksona, Petera Coyotea, Queen Latifah i Liewa Schreibera. Nakon što ga je dočekalo pregršt negativnih recenzija, film u Americi nije uspio pokriti ni pola budžeta.

### 2000-te
U novom tisućljeću, Hoffman je nastupao uglavnom u sporednim ulogama u studijskim filmovima. Kao Ben Floss u filmu Ljubav na mjesečini (2002.), Hoffman je glumio oca nedavno preminule žene, dok je Jack Gyllenhaal nastupio kao zaručnik djevojke, a Susan Sarandon kao njezina ožalošćena, slobodoumna žena. Ljubav na mjesečini, redatelja i scenarista Brada Silberlinga, primarno se fokusira na Gyllenhaalov lik dok troje ljudi zajedno pokušavaju prevladati tugu. Iako film u Americi nije prošao najbolje, zaradio je pozitivne kritike.
Radeći s Edwardom Burnsom, Andyjem Garciom i Rachel Weisz, pod režijom Jamesa Foleyja, Hoffman je u filmu Povjerljivo glumio mafijaškog šefa Winstona Kinga. U filmu, Burnsov lik obavlja jedan posao za Hoffmana kako bi platio novac koji mu je nesvjesno ukrao. S budžetom od 15 milijuna dolara, film u domaćim kinima nije uspio zaraditi ni toliko. Ipak, cifra je jedva nadmašena u kinima u ostatku svijeta.
U Odmetnutoj poroti Garyja Fledera, adaptaciji bestselera Johna Grishama, Hoffman je konačno dobio priliku raditi sa svojim prijateljem Geneom Hackmanom. U filmu, John Cusack i Rachel Weisz portretiraju dva važna faktora u velikom suđenju za ubojstvo, jedan u poroti, radeći iznutra, a drugi izvana. Hoffman je utjelovio tužitelja, dok Hackman igra savjetnika obrane po pitanju porote. U ključnoj i dramatičnoj sceni, Hoffmanov i Hackmanov lik se posvađaju u sudskoj kupaonici. Dvojica prijatelja ponavljala su ovu scenu nekoliko dana. Unatoč dobrim recenzijama, film je slabo prošao na box-officeu, ne uspjevši vratiti 60 milijuna dolara budžeta u američkim kinima.
U biografskom filmu Marca Forstera, San za životom J.M. Barrieja, Hoffman se pojavio u manjoj ulozi vlasnika kazališta Charlesa Frohmana. Film u kojem su nastupili Johnny Depp, Kate Winslet, Julie Christie i Freddie Highmore zaradio je odlične kritike te ostvario veliki komercijalni uspjeh. Nominiran je za sedam Oscara. U filmu Ja volim Huckabees Davida O. Russella, Hoffman je glumio Bernarda, polovicu egzistencijalističkog detektivskog tima (drugi dio je Lily Tomlin), kojeg unajmljuju kako bi špijunirao Alberta (Jason Schwartzman) kako bi odgovorio na njegova pitanja o smislu njegova života i prirodi slučajnosti. Kritike su bile podijeljene, uspjeh je izostao, ali je film ipak postao instant hit.
Upoznajte Fockerove (2004.) je bila komedija i nastavak filma Upoznajte roditelje u kojem se Hoffman pojavio s Robertom De Nirom i Benom Stillerom. Film je režirao Jay Roach. Uz Hoffmana, De Nira i Stillera, u filmu su se pojavili i Barbra Streisand, Ten Polo, Tim Blake Nelson i Owen Wilson. Bila je to jedna od najuspješnijih komedija u povijesti, a Hoffman je osvojio MTV-jevu nagradu za najbolju izvedbu u komediji.

### Privatni život
Hoffman ima dvoje djece (Karinu i Jennu) sa svojom prvom suprugom Anne Byrne, i četvero (Jacob, Maxwell, Rebecca i Alexandra) s drugom ženom, Lisom Gottsegen, koja je odvjetnica.

## Filmografija
| Godina | Film                                                          | Uloga                             | Bilješke                                                                        |
| ------ | ------------------------------------------------------------- | --------------------------------- | ------------------------------------------------------------------------------- |
| 1967.  | The Tiger Makes Out                                           | Hap                               |                                                                                 |
| 1967.  | Diplomac                                                      | Benjamin Braddock                 | BAFTA; Zlatni globus; Nominiran - Oscar za najboljeg glavnog glumca             |
| 1968.  | Madiganovi milijuni                                           | Jason Fister                      |                                                                                 |
| 1969.  | Sunday Father                                                 | 'Sunday Father'                   | kratki film                                                                     |
| 1969.  | Ponoćni kauboj                                                | 'Ratso' Rizzo                     | BAFTA; Nominiran - Zlatni globus; Nominiran - Oscar za najboljeg glavnog glumca |
| 1969.  | John i Mary                                                   | John                              | BAFTA (zajedno s Ponoćnim kaubojem) Nominiran - Zlatni globus                   |
| 1970.  | Mali veliki čovjek                                            | Jack Crabb                        | Nominiran - BAFTA                                                               |
| 1971.  | On Location: Dustin Hoffman                                   | On sam                            | kratki film                                                                     |
| 1971.  | Tko je Harry Kellerman i zašto govori te ružne stvari o meni? | Georgie Soloway                   |                                                                                 |
| 1971.  | Psi od slame                                                  | David Sumner                      |                                                                                 |
| 1972.  | Alfredo, Alfredo                                              | Alfredo Sbisà                     |                                                                                 |
| 1973.  | Papillon                                                      | Louis Dega                        |                                                                                 |
| 1974.  | Lenny                                                         | Lenny Bruce                       | Nominiran - Oscar za najboljeg glavnog glumca; Nominiran - Zlatni globus        |
| 1976.  | The Magic of Hollywood... Is the Magic of People              | On sam                            | kratki film                                                                     |
| 1976.  | Svi predsjednikovi ljudi                                      | Carl Bernstein                    | Nominiran - BAFTA (s Maratoncem)                                                |
| 1976.  | Maratonac                                                     | Babe Levy                         | Nominiran - BAFTA (sa Svim predsjednikovim ljudima) Nominiran - Zlatni globus   |
| 1978.  | Zločin u krvi                                                 | Max Dembo                         | producent                                                                       |
| 1979.  | Agatha                                                        | Wally Stanton                     |                                                                                 |
| 1979.  | Kramer protiv Kramera                                         | Ted Kramer                        | Oscar za najboljeg glavnog glumca; Zlatni globus; Nominiran - BAFTA             |
| 1982.  | Tootsie                                                       | Michael Dorsey / Dorothy Michaels | BAFTA; Zlatni globus; Nominiran - Oscar za najboljeg glavnog glumca             |
| 1985.  | Smrt trgovca                                                  | Willy Loman                       | Emmy; Zlatni globus                                                             |
| 1986.  | Private Conversations                                         | On sam                            | dokumentarac                                                                    |
| 1987.  | Ishtar                                                        | Chuck Clarke                      |                                                                                 |
| 1988.  | Kišni čovjek                                                  | Raymond Babbitt                   | Oscar za najboljeg glavnog glumca; Zlatni globus; Nominiran - BAFTA             |
| 1989.  | Common Threads: Stories from the Quilt                        | Pripovjedač                       | dokumentarac                                                                    |
| 1989.  | Obiteljski posao                                              | Vito McMullen                     |                                                                                 |
| 1990.  | Dick Tracy                                                    | Mumbles                           |                                                                                 |
| 1991.  | Billy Bathgate                                                | Dutch Schultz                     |                                                                                 |
| 1991.  | Kuka                                                          | Kapetan Kuka                      | Nominiran - Zlatni globus                                                       |
| 1992.  | Slučajni junak                                                | Bernard 'Bernie' Laplante         |                                                                                 |
| 1994.  | Jonas in the Desert                                           | On sam                            | dokumentarac                                                                    |
| 1995.  | Izvan kontrole                                                | Pukovnik Sam Daniels              |                                                                                 |
| 1996.  | Američki bizon                                                | Walt 'Teach' Teacher              |                                                                                 |
| 1996.  | Vrijeme osvete                                                | Danny Snyder                      |                                                                                 |
| 1997.  |                                                               |                                   | Zlatni globus - Nagrada Cecil B. DeMille                                        |
| 1997.  | Ludi grad                                                     | Max Brackett                      |                                                                                 |
| 1997.  | Predsjedničke laži                                            | Stanley Motss                     | Nominiran - Oscar za najboljeg glavnog glumca; Nominiran - Zlatni globus        |
| 1998.  | Sfera                                                         | Dr. Norman Goodman                |                                                                                 |
| 1999.  | Ivana Orleanska                                               | Savjest                           |                                                                                 |
| 2001.  | Tuesday                                                       | Pripovjedač                       | kratki film                                                                     |
| 2001.  | Goldwyn                                                       | Pripovjedač                       | dokumentarac                                                                    |
| 2002.  | Ljubav na mjesečini                                           | Ben Floss                         |                                                                                 |
| 2003.  | The Shakespeare Sessions                                      | On sam                            | dokumentarac                                                                    |
| 2003.  | Povjerljivo                                                   | Winston King                      |                                                                                 |
| 2003.  | Odmetnuta porota                                              | Wendell Rohr                      |                                                                                 |
| 2004.  | Freedom2speak v2.0                                            | On sam                            | dokumentarac                                                                    |
| 2004.  | San za životom J.M. Barrieja                                  | Charles Frohman                   |                                                                                 |
| 2004.  | Ja volim Huckabees                                            | Bernard                           |                                                                                 |
| 2004.  | Upoznajte Fockerove                                           | Bernie Focker                     |                                                                                 |
| 2004.  | Niz nesretnih događaja                                        | Kritičar                          | nepotpisan                                                                      |
| 2005.  | Zebra trkačica                                                | Tucker                            | glas                                                                            |
| 2005.  | Izgubljeni grad                                               | Meyer Lansky                      |                                                                                 |
| 2006.  | Parfem: Povijest jednog ubojice                               | Giuseppe Baldini                  |                                                                                 |
| 2006.  | Otkucaji života                                               | Profesor Jules Hilbert            |                                                                                 |
| 2006.  | Praznik                                                       | On sam                            | nepotpisan                                                                      |
| 2007.  | Dućan čuda gospodina Magoriuma                                | G. Edward Magorium                |                                                                                 |
| 2008.  | Kung Fu Panda                                                 | Master Shifu                      | glas                                                                            |
| 2008.  | Priča o mišu zvanom Despero                                   | Roscuro                           | glas                                                                            |
| 2008.  | Posljednja šansa                                              | Harvey Shine                      | Nominiran — Zlatni globus za najboljeg glumca – komedija ili mjuzikl            |

## Vanjske poveznce
|  | Zajednički poslužitelj ima još gradiva o temi Dustin Hoffman |

- Dustin Hoffman u internetskoj bazi filmova IMDb-u (engl.)
- Dustin Hoffman na Notable Names Databaseu (engl.)
- Dustin Hoffman interview at stv.tv[neaktivna poveznica]